# Papež Štefan VI.
Štefan VI. (včasih tudi Štefan VII., latinsko Papa Stephanus Sextus), italijanski rimskokatoliški duhovnik, škof in papež; * 850, Rim, Lacij, Papeška država, Frankovsko cesarstvo (danes Italija), † 14. avgust 897, Rim. 
Papež je bil od 22. maja 896 do 14. avgusta 897. 

## Življenjepis
Štefan se je rodil okrog 850 v Rimu. Bil je član rimske družine od očeta Giovannija, ki je bil duhovnik. Za škofa v Anagniju ga je posvetil - kar nekateri postavljajo pod vprašaj, in verjetno zoper njegovo voljo – papež Formoz. 

## Papež
Za papeža ga je izvolila cesarju Lambertu iz Spoleta in njegovi materi Ageltrudi naklonjena stranka maja 896. Posvečen in ustoličen je bil  22. maja 896. Številčni pridevek VII. (Sedmi) je posledica različnega štetja papežev z imenom Štefan – sprva so za papeža (Štefan III.) šteli tudi dohovnika, ki je bil za papeža izvoljen leta 752, a je umrl pred škofovskim posvečenjem, zato so kasneje Štefana IV. (papež 768–772) preimenovali v Štefana III. Kot papež je Štefan VI. znan zlasti po nezaslišanem Mrliškem zboru, ko je razglasil za nične vse posvetitve svojega pred-predhodnika Formoza – tudi svoje za anagnijskega škofa. Poleg tega je podelil nekaterim cerkvam posebne pravice. 

### Mrliški zbor
Papež Štefan VI. je izkopal Formozovo truplo in organiziral Mrliški zbor. Formoz je bil na sinodi obsojen na izbris iz spomina (damnatio memoriae), po Štefanovi smrti pa je bila sodba razveljavljena. Obsodbo je ponovil tudi papež Sergij III. (904–911).
Čeprav ga je za škofa v Anagniju posvetil ravno papež Formoz (kar pa najdemo zapisano šele v poznejših virih), je Štefan kot zaslepljen pristaš Spoletancev postal najostrejši Formozov nasprotnik. V zgodovini je ostal zapisan zlasti po dejanju, ki je zgovoren izraz takratnih divjih rimskih in italijanskih razmer, ko so se posamezne stranke skrajno brezobzirno in brez izbiranja sredstev pulile za oblast nad Rimom in tudi nad papeštvom; če pa pogledamo v našo polpreteklo zgodovino, smo doživeli še veliko hujše zločine in se takratnim ne bomo čudili. 

Januarja 897 je v Rimu vodil Mrliško zborovanje. Truplo papeža Formoza, ki je že devet mesecev počivalo v grobu, je dal izkopati, ga obleči v papeška oblačila ter ga posadil na papeški prestol. Sinoda je rajnega papeža obsodila "zaradi krivoprisežništva, prekršenja kanonskih določil glede prepovedi prenosa škofijskega sedeža, glede stremljenja po bolgarskem metropolitanstvu in spodrivanju papeštva". Obenem je razglasila vsa njegova posvetilna dejanja za neveljavna. 

»Sledila je ostudna slovesnost, ko so razveljavili (škofovsko dostojanstvo) rajnega, slekli z njega papeška oblačila, ki se jih je oprijelo razpadajoče meso, raševinasto srajco, ki jo je nosil ta surovi asket; odrezali so prste desne roke, te nevredne prste, ki so blagoslavljali ljudstvo.«  Potem so truplo vrgli v Tibero. To ravnanje je ljudstvo tako razjarilo, da so nedolgo zatem papeža Štefana VI. samega vrgli v ječo, kjer so ga avgusta 897 zadavili. 

Sodobnik takratnih zdrah je dogajanje komentiral takole:
Leta 897 so v Rimu opravili postopek zoper papeža Formoza z vsemi odobrenji. Navzoči so bili javni tožilec, obramba, najvišji uslužbenci, celo papež in cesar, in seveda tudi rimsko ljudstvo. Edina nenavadnost, če se tako lahko reče, je bila pri obtoženem; čeprav je bil oblečen v papeška oblačila, je bil že dokaj časa mrtev. Tako je tekel postopek zoper njegovo mumijo, ki so jo izvlekli iz kripte, kjer je počivala že devet mesecev. Obtoženi ni odgovoril na nobeno vprašanje (!) in to so smatrali več ko dovolj za obsodbo, ki je sledila takoj. Mrtvemu so strgali papeška oblačila, mu ogrnili grobo meniško kuto, ga odnesli ven iz sodišča, pobesnela drhal pa ga je vrgla v Tibero in to v Rimu, v tem mestu, sedaj podivjanem, ki je bilo zibelka vesoljnega prava.  

### Dela
- »Documenta Catholica Omnia« (v latinščini). Pridobljeno 6. decembra 2011.
- Štefan VI. je potrdil posestva in predpravice cerkvi v Narboni ter samostanu v Vézelayu.
- Napisal je dve pismi nadškofu v Reimsu Folcu.
- V njegovem času se je podrla Lateranska bazilika, ki jo je potem sezidal Janez IX. in Sergij III.

## Smrt in spomin
Štefan VI. ni za dolgo preživel postopka zoper svojega mrtvega predhodnika. Dogodek je povzročil splošno negodovanje in ljudsko vstajo, ko so ga ujeli in slečenega vrgli v ječo v Angelskem gradu. Tam so ga zadavili, po nekaterih virih 14. avgusta 897, po drugih virih pa že julija. 

Pokopan je bil v atriju stare Bazilike sv. Petra.

### Ocena
Formozova protislovna obsodba je sprožila več vprašanj, ki se jih tožitelji morda niso zavedali in jih niso mislili sprožiti; zato mnogi menijo, da je pri obsodbi šlo bolj za osebne in politične, ne pa verske motive:
1. Glede veljavnosti škofovskih in duhovniških posvečenj. Če so namreč bile njegove posvetitve neveljavne, potem je bila neveljavna tudi posvetitev njegovega naslednika Štefana VI., ki ga je posvetil za škofa ravno sam papež Formoz; vendar ne beremo, da bi Štefan zahteval zase ponovno posvetitev; poleg tega pa takratni viri ne omenjajo te posvetitve, ampak je poznejšega datuma. Neveljavno bi bilo potem tudi maziljenje in kronanje spoletskega tekmeca Arnulfa Koroškega.[8]
2. Glede prehoda iz enega škofijskega sedeža na drugi, češ da ga prepoveduje 15. kanon Prvega nicejskega koncila; isti ugovor bi zadel tudi njegovega predhodnika Marina I. (882-884), ki je prav tako bil škof v Cerveteriju, preden je postal škof v Rimu ali papež; pa tudi samega Štefana VI. Res je sicer, da je temu pri Marinu oporekal Carigrad, vendar nihče iz Rima. Sámo besedilo kanona jasno pravi, da se to ne tiče vere ali morale, ampak da gre le za disciplinski predpis.
3. Besedilo kanona jasno kaže na to, da prenos škofa iz enega sedeža na drugi ne spada k nespremenljivemu verskemu ali nravnemu nauku; še več: ta navada se je večkrat spreminjala ne le na vzhodu, ampak tudi na zahodu. Ob preučevanju 15. kanona opazimo, da so ga koncilski očetje sprejeli zaradi trenutnih okoliščin. Tudi po koncilu so bili pogosti spregledi; to dokazuje, da Cerkev tega ni nikoli smatrala za dogmo; še manj pa bi mogli to imeti za učenje ex cathedra, kot je to napačno očital Döllinger v burnih razpravah zoper razglasitev dogme o papeževi nezmotljivosti, kadar uči ex cathedra, za časa Prvega vatikanskega koncila.
4. Poudarjanje nekega koncilskega odloka v nasprotju z učenjem ali prakso rimskih papežev in Rimske Cerkve pa pomeni tudi zagovarjanje gibanja, ki mu pravimo konciliarizem in zagovarja oblast koncila nad papežem. Težava je tudi v tem, ker so se v tem primeru v to past ujeli tudi nekateri papeži.
5. Ni pa bil Formoz obtožen učenja herezije, ki bi nasprotovala katoliškemu nauku, kar bi edino moglo biti zadosten očitek za obsodbo in za neveljavnost posvečenj; zato je bila obsodba ne le sramotna, ampak tudi smešna, krivična in nična.
6. Glede neveljavnosti teh posvečenj se Döllinger, De Rosa, in Hunt motijo misleč, da so teologi skozi celo cerkveno zgodovino uporabljali enake izraze z enakim pomenom. Prav teologija zakramentov, tudi mašniškega in škofovskega posvečenja, je doživela skozi stoletja velik razvoj. "Zgodnja Cerkev gotovo ni pazljivo razlikovala, kakor so to nespremenljivo delali poznejši zahodni kanonisti, med zakramentalno veljavnostjo svetega reda, ki je bil sprejet v apostolskem nasledstvu po škofovskem posvečenju, in med redno ali dovoljeno prakso izvajanja te oblasti, ki jo zakramenti podeljujejo." [9].
7. Niti obsodba Štefana VI. zoper Formoza niti popravek te sodbe Janeza IX., ali njena ponovna uveljavitev pri Sergiju III. – posebej ali skupaj – ne nasprotujejo papeški nezmotljivosti, ki se nanaša le na vero in nravnost; medtem pa gre tukaj za spremenljivi disciplinski predpis. Ta primer dokazuje, da so tudi papeži podvrženi človeškim slabostim kot je nevoščljivost, zloraba moči ali maščevalnost, kot vsi drugi ljudje – in jih lahko uporabijo zoper svoje sovražnike – in da se v teh rečeh lahko tudi motijo. To pa seveda ne pomeni nikakršne težave za papeško nezmotljivost, kadar učijo ex cathedra, ki ne vključuje papeške negrešljivosti. Čeprav na neki način spadajo v učenje ex cathedra vse dogme, ki se nanašajo na verski in moralni nauk, je tako izrecno učenje v praksi izredno redko in prava izjema v primeri z rednim učiteljstvom Cerkve, ki ga papeži izvajajo vsakodnevno. [10]
8. Mrliški zbor [11] je razveljavil decembra 897 papež Teodor II.; pozneje je razglasil za nične odloke zbora papež Janez IX. in je ukazal vse tozadevne listine uničiti; obenem je za v prihodnje prepovedal podobne tožbe. Oblačenje papeža ali kakega drugega visokega dostojanstvenika v meniško kuto je pomenilo njegovo odstavitev.
9. Kljub tej prepovedi je papež Sergij III., ki je bil sosodnik na sinodi in zaveznik Štefana VI., še enkrat potrdil Formozovo obsodbo. 904 so Formoza znova izkopali, ponovno sodili in ga našli krivega. Tokrat so Formozovo truplo obglavili in nato vrgli v Tibero. Cerkev je prepovedala v prihodnje sodni pregon mrličev. [12]
10. Zanimivo pa, da na mrliški sinodi sploh niso omenjali izobčenja, s katerim je Formoza zadel Janez VIII., niti Formozove prisege v Troyesu 878, da se ne bo več vrnil v Rim, niti sprejel sedeža v Portu ali kake druge cerkvene službe. [13]

- Za papeže je bilo 10. stoletje zares temačno in ga po pravici imenujemo mračno stoletje. Brez cesarske zaščite so bili le še nemočne lutke v rokah rimskega in italijanskega plemstva, ki si je nadzor nad Cerkvijo pridobivalo tako, da je na njene položaje nastavljalo svoje sorodnike ali politične somišljenike. Nadvse zanimiva kronika, ki jo je napisal nemški škof Liutprand,[14] slika razuzdanost na papeževem dvoru; vendar jo je treba brati s pridržkom, saj je bil pisec zelo protirimsko razpoložen in je zato dvomno, da je pisal sine ira et studio[15]. [16]